# أغشت (ساوجبلاغ)
أغشت هي قرية في مقاطعة ساوجبلاغ، إيران. عدد سكان هذه القرية هو 190 في سنة 2006.